# Acacia montis-usti
'Brandberg Acacia' (tên tiếng Anh là 'Acacia montis-usti') là một loài rau đậu thuộc họ Fabaceae. Loài này chỉ có ở Namibia.